# Phaonia cilitibia
Phaonia cilitibia este o specie de muște din genul Phaonia, familia Muscidae, descrisă de Albuquerque în anul 1955. Conform Catalogue of Life specia Phaonia cilitibia nu are subspecii cunoscute.